# علم القياس النانومتري

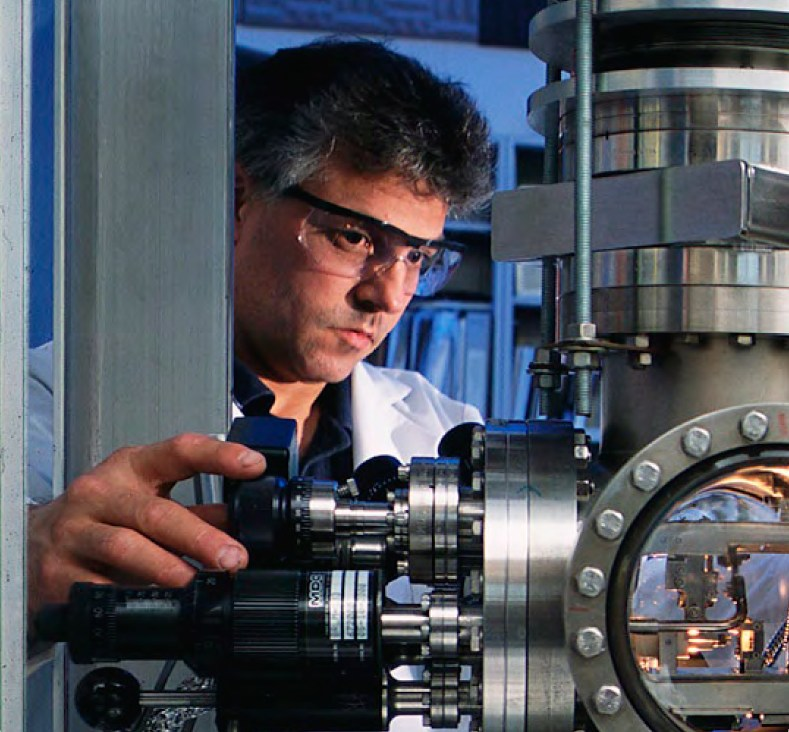

علم القياس النانوي هو حقل فرعي من المترولوجيا، يهتم بعلم القياس على مستوى النانو. علم القياس النانوي له دور مهم من أجل إنتاج المواد والأجهزة متناهية الصغر مع وجود درجة عالية من الدقة والموثوقية في التصنيع النانوي.
يتمثل التحدي في هذا المجال في تطوير أو إنشاء تقنيات ومعايير قياس جديدة لتلبية احتياجات الجيل التالي من التصنيع المتقدم، والذي سيعتمد على المواد والتقنيات النانومترية. تتجاوز احتياجات قياس وتوصيف هياكل العينة الجديدة وخصائصها قدرات علم القياس الحالي. سيتطلب التقدم المتوقع في الصناعات الناشئة في مجال تكنولوجيا النانو في الولايات المتحدة وجود علم قياس ثوري يتمتع بدقة وقدرة تحليلية أعلى مما كان متصورًا من قبل.

## المقدمة
السيطرة على الأبعاد الحرجة هي أهم العوامل في تكنولوجيا النانو. يعتمد علم القياس النانوي اليوم، إلى حدٍ كبير على التطور في تكنولوجيا أشباه الموصلات. علم القياس النانوي هو علم القياس على مستوى المقياس النانوي. يعادل النانومتر أو وحدة القياس إن إم 10−9 متر. إن التحكم الدقيق في أبعاد الأشياء في تكنولوجيا النانو أمرًا مهمًا. تختلف الأبعاد النموذجية للنظم النانوية من 10 نانومتر إلى بضع مئات من نانومتر، بينما يلزم تصنيع مثل هذه الأنظمة حتى 0.1 نانومتر.
يمكن في مقياس النانو ملاحظة مختلف الظواهر الفيزيائية الجديدة بسبب الأبعاد الصغيرة. على سبيل المثال، عندما يكون حجم البلورة أصغر من المسار الحر لمتوسط الإلكترون تتغير موصلية البلورة. ومن الأمثلة الأخرى على ذلك التخلص من الإجهادات في النظام. يصبح من المهم قياس البارامترات الفيزيائية بحيث تطبق هذه الظواهر في هندسة النظم النانوية وتُصنَّع. يتضمن علم القياس النانوي قياس الطول أو الحجم، والقوة، والكتلة، والخصائص الكهربائية وغيرها من الخصائص. تكمن المشكلة في كيفية قياسها بدقة وموثوقية. ولا يمكن استخدام تقنيات القياس المستخدمة في أنظمة الماكرو مباشرةً لقياس البارامترات في الأنظمة النانوية. طُورت تقنيات مختلفة تعتمد على الظواهر الفيزيائية والتي يمكن استخدامها لقياس أو تحديد بارامترات البنية النانوية والمواد النانوية. بعض الأنواع الشائعة هي تشتت الأشعة السينية، والمجهر الإلكتروني النافذ، والمجهر الإلكتروني عالي الدقة، ومجهر القوة الذرية، والمجهر الإلكتروني الماسح، والفحص المجهري الإلكتروني ذو الإصدار الحقلي وطريقة بروناور، إيميت، تيلر لقياس مساحة سطح محدودة.
تشكل تكنولوجيا النانو مجالًا مهمًا نظرًا للعدد الكبير من التطبيقات التي تستخدمها وأصبح من الضروري تطوير تقنيات أكثر دقة للقياس ومعايير مقبولة عالميًا. وبالتالي مطلوب التقدم في مجال علم القياس النانوي.

## احتياجات تطويرية
يمكن تقسيم تكنولوجيا النانو إلى فرعين. الأول هو تقنية النانو الجزيئية التي تنطوي على التصنيع من أسفل إلى أعلى والثاني هو تكنولوجيا النانو الهندسية التي تنطوي على تطوير ومعالجة المواد والأنظمة بمقياس النانو. تختلف أدوات وتقنيات القياس والتصنيع المطلوبة للفرعين قليلًا.
علاوةً على ذلك، تختلف متطلبات علم القياس النانوي بالنسبة لمؤسسات الصناعة والأبحاث. تَقدم علم القياس النانوي في مجال الأبحاث بشكلٍ أسرع من تقدمه في مجال الصناعة ويعود ذلك أساسًا إلى صعوبة تنفيذ علم القياس النانوي للصناعة. تُعتبر القدرة التحليلية مهمة في مجال أبحاث علم القياس النانوي الموجهة بينما تُعطى الأسبقية للدقة في مجال علم القياس النانوي الصناعي على القدرة التحليلية. بالإضافة إلى ذلك، ونتيجة الأسباب الاقتصادية، من المهم أن تكون تكاليف الوقت منخفضة في علم القياس النانوي الصناعي، في حين أنه ليس مهمًا لأبحاث علم القياس النانوي. تتطلب تقنيات القياس المختلفة المتاحة اليوم بيئة خاضعة للتحكم مثل الفراغ والاهتزاز وبيئة خالية من الضوضاء. كما تتطلب أيضًا في علم القياس النانوي الصناعي أن تكون القياسات أكثر كمية مع الحد الأدنى لعدد البارامترات.

## المعايير

### المعايير الدولية
معايير علم القياس هي الأشياء أو الأفكار التي صُنفت على أنها موثوقة لسببٍ مقبول. مهما كانت القيمة التي يمتلكونها مفيدة للمقارنة مع المجهول لغرض تحديد أو تأكيد قيمة معينة بناءً على المعيار. المعايرة هي تنفيذ مقارنات القياس لغرض إقامة العلاقة بين معيار وبعض أجهزة القياس الأخرى. المعيار المثالي قابل للتكرار بشكلٍ مستقل دون شك. من المتوقع أن يبلغ حجم السوق العالمية للمنتجات ذات تطبيقات تكنولوجيا النانو بضع مئات من المليار دولار على الأقل في المستقبل القريب. نشرت اللجنة الفنية المعنية بتكنولوجيا النانو (تي سي – 229) التابعة للمنظمة الدولية للمعايير مؤخرًا بعض المعايير للمصطلحات، وتوصيف المواد النانوية والجسيمات النانوية باستخدام أدوات القياس مثل مجهر القوة الذرية (إي إف إم) والمجهر الإلكتروني الماسح (إس إي إم) ومقاييس التداخل والأدوات البصرية السمعية وطرق امتزاز الغاز وما إلى ذلك. نُشرت معايير معينة لتوحيد قياسات الخصائص الكهربائية من قبل اللجنة الكهروتقنية الدولية. بعض المعايير الهامة التي لم تُوضع بعد هي معايير قياس سماكة الأغشية أو الطبقات الرقيقة، وتوصيف السمات السطحية، ومعايير قياس القوة على مقياس النانو، ومعايير توصيف الأبعاد الحرجة للجسيمات النانوية والبنية النانوية، وكذلك معايير قياس الخواص الفيزيائية مثل الموصلية والمرونة وما إلى ذلك.

### المعايير الوطنية
نظرًا لأهمية تكنولوجيا النانو في المستقبل، لدى البلدان حول العالم برامج لوضع معايير وطنية لعلم القياس النانوي وتكنولوجيا النانو. تُشغل هذه البرامج من قبل وكالات المعايير الوطنية في البلدان المعنية. في الولايات المتحدة، يعمل المعهد الوطني للمعايير والتكنولوجيا على تطوير تقنيات جديدة للقياس على مستوي النانو، كما وضع بعض المعايير الوطنية لتكنولوجيا النانو. هذه المعايير مخصصة لتوصيف الجسيمات النانوية، والخشونة، ومعايير التكبير، ومعايير القياس، إلخ.

### المعايرة
من الصعب توفير عينات باستخدام الأجهزة الدقيقة التي يمكن معايرتها في مقياس النانو. معايير المرجعية أو المعايرة مهمة لضمان التكرار. ولكن لا توجد معايير دولية للمعايرة، كما أن أدوات المعايرة التي تقدمها الشركة إلى جانب معداتها جيدة فقط لمعايرة تلك المعدات المعينة. وبالتالي، من الصعب اختيار أداة معايرة عالمية يمكننا من خلالها تحقيق التكرار على مقياس النانو. في مقياس النانو أثناء الإشراف على المعايرة، يجب أن يؤخذ في الاعتبار تأثير العوامل الخارجية مثل الاهتزاز والضوضاء والحركات التي يسببها الانجراف الحراري والزحف والسلوك غير الخطي وتلاكؤ ماسح بيزو والعوامل الداخلية مثل التفاعل بين الأشياء الاصطناعية والمعدات التي يمكن أن تسبب انحرافات كبيرة.

## اقرأ أيضًا
- تقانة النانو
- الياف نانوية
- رغوة نانوية
- تصنيع نانوي